# 잭 앨른윅
잭 앨른윅(Jak Alnwick, 1993년 6월 17일 ~ )은 잉글랜드의 축구 선수이다. 현재 EFL 챔피언십의 카디프 시티 FC에서 골키퍼로 뛰고 있다.